# Gion

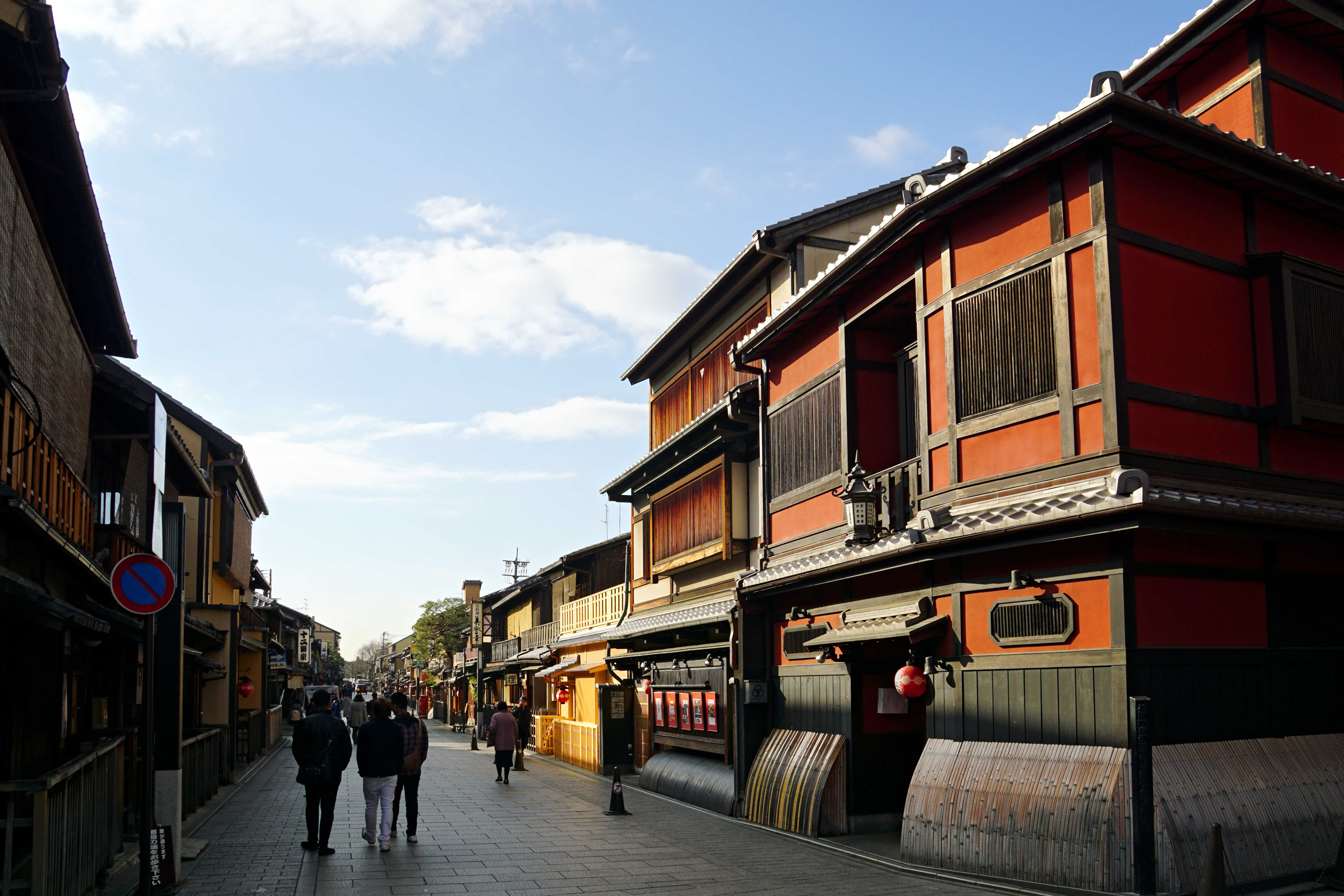
Hanamikoji Street

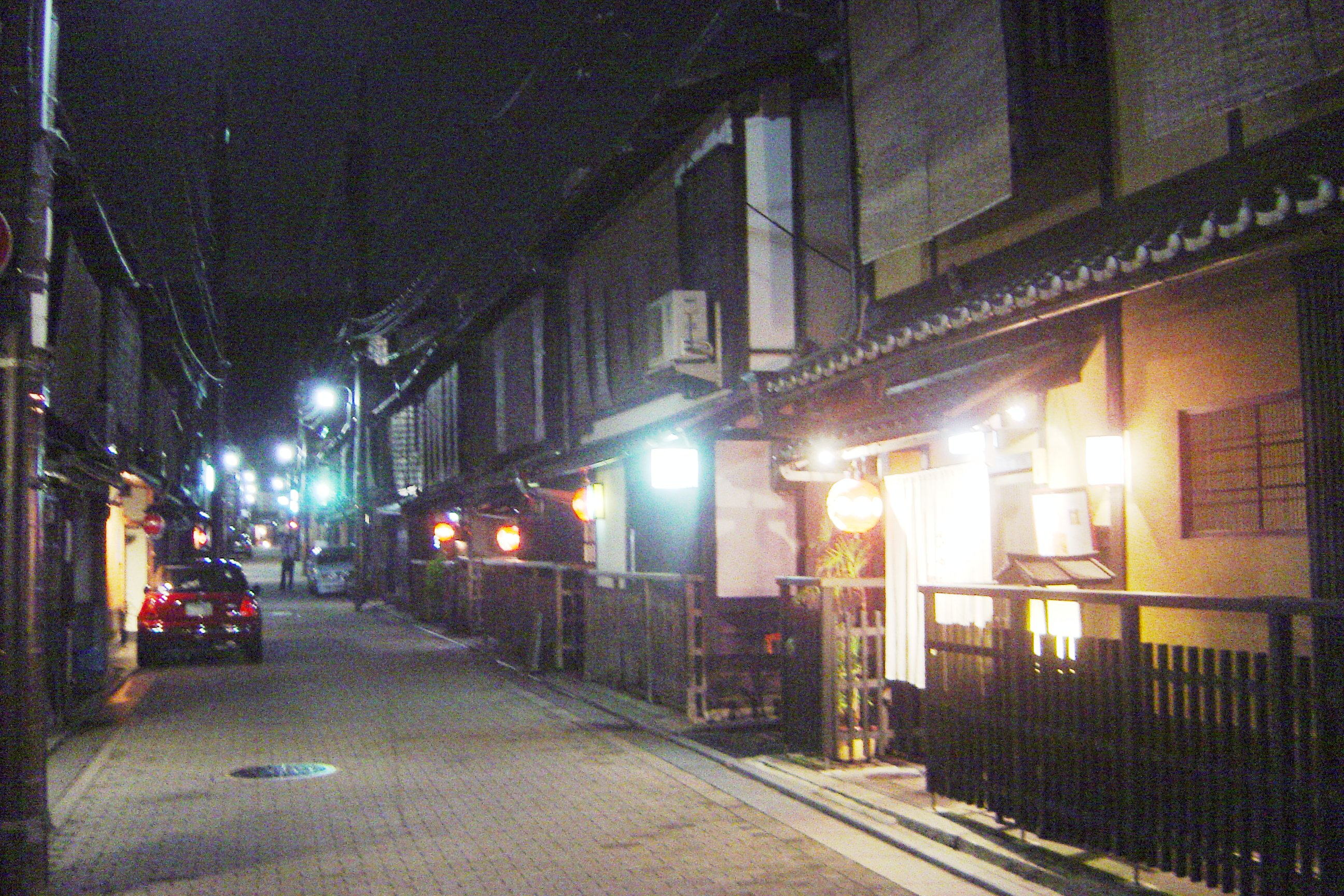
Restaurantes exclusivos en una de las calles de distrito de Gion.

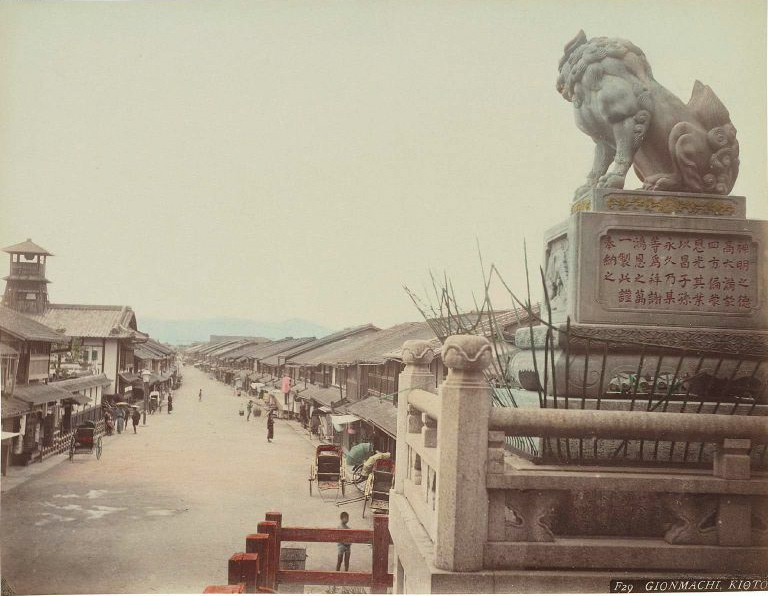
1886

Gion (祇園 o 祇をん) es un distrito de Kioto, Japón, originado en tiempos equivalentes a la Edad Media europea. Este lugar está ubicado frente al Santuario Yasaka y es mundialmente famoso por la existencia centenaria de las geishas. Es también conocido por el Gion Matsuri, un festival tradicional que toma su nombre del barrio.

## Historia
El origen de las casas de té de Gion data de los tiempos del shogunato de Toyotomi Hideyoshi (finales del siglo XVI); Cuando Hideyoshi ascendió al poder, lo trasladó al pueblo de Fushimi. Pero debido a los deseos de divertirse en la ciudad de Heian-kyō (la actual Kioto), un nuevo lugar ocupó su antigua ubicación: Gion. Se formaron posadas alrededor del Santuario de Yasaka, en la calle Shijo, que al principio fueron simples tabernas llamadas nizukakejaya hasta llegar a transformarse en casas de té. Y esta zona se convirtió en lo que acabó siendo como Gion Kobu.
Esta parte de la ciudad de Kioto tiene dos distritos donde hay geishas (los llamados Hanamachi): Gion Kobu y Gion Higashi. Aún por la considerable declinación en el número de geishas en Gion en los pasados 100 años, sigue siendo famoso por la preservación de la arquitectura tradicional japonesa, así como de los modos y artes de entretenimiento.
Hay una creencia errónea acerca de que Gion fue un distrito de prostitución. Sin embargo, en realidad fue un distrito de geishas y puesto que una geisha es una artista del entretenimiento y no una prostituta, Gion no es ni ha sido nunca un distrito de burdeles. En Kioto, como en toda gran ciudad, sí hay y hubo prostitución, siendo el barrio de Shimabara en donde se encontraban las prostitutas.

## En la cultura popular
- Gion es el escenario de gran parte de la novela de Arthur Golden, Memorias de una Geisha.
- Gion es también conocido por ser el lugar en que Mineko Iwasaki vivió e hizo sus negocios como una geiko, tal y como es mencionado en su autobiografía Geisha de Gion.
- Gion es el escenario de varias películas de Kenji Mizoguchi, incluidas:
  - 1936: Las hermanas de Gion (祇園の姉妹 Gion no kyōdai)
  - 1953: Los músicos de Gion (祇園囃子 Gion bayashi)
- Gion es retratado en el Modo Foto de los videojuegos Gran Turismo 4 y Gran Turismo 5, ambos de la saga Gran Turismo, desarrollada por Polyphony Digital y dirigida por Kazunori Yamauchi